# Acolastus ochraceus
Acolastus ochraceus es un coleóptero de la familia Chrysomelidae.
Fue descrita científicamente por primera vez en 1966 por Lopatin.